# Benzophenonoxid
Benzophenonoxid ist eine chemische Verbindung aus der Gruppe der Carbonyloxide.

## Herstellung
Benzophenonoxid kann ausgehend von Diphenyldiazomethan in mit Sauerstoff gesättigtem Acetonitril hergestellt werden. Die Diazoverbindung spaltet unter Bestrahlung molekularen Stickstoff ab und bildet ein Carben. Dessen Reaktion mit dem vorhandenen Sauerstoff ergibt das Benzophenonoxid.

## Eigenschaften und Reaktionen
Als Carbonyloxid ist Benzophenonoxid hochreaktiv. Für einen Vertreter dieser Gruppe ist es jedoch vergleichsweise stabil. Das Molekül weist ein elektrisches Dipolmoment von 4,0 D auf. Es zersetzt sich, indem zwei Moleküle der Verbindung reagieren. Dabei entstehen zwei Moleküle Benzophenon und ein Molekül Sauerstoff. Diese Reaktion hat eine geringe Aktivierungsenergie von etwa 1,8 kcal/mol, es handelt sich jedoch nicht um einen diffusionskontrollierten Prozess, sondern ist etwa zwei Größenordnungen langsamer, was dadurch zustande kommt, dass beide Moleküle in einer geeigneten Orientierung zusammentreffen müssen, um miteinander zu reagieren. Als Carbonyoxid kann Benzophenonoxid auch mit Aldehyden, beispielsweise Octanal, reagieren und Sekundärozonide bilden.